# 檸檬連鰭鰈
檸檬連鰭鰈為輻鰭魚綱鰈形目鰈亞目菱鰈科的其中一種，分布於西南太平洋的紐西蘭海域，棲息深度22-385公尺，體長可達30公分，為底棲性魚類，生活在沙泥底質的沿海、河口區，屬肉食性，生活習性不明，可做為食用魚。